# Lissodendoryx atlantica
Lissodendoryx atlantica är en svampdjursart som beskrevs av Stephens 1921. Lissodendoryx atlantica ingår i släktet Lissodendoryx och familjen Coelosphaeridae. Inga underarter finns listade i Catalogue of Life.